# Kami, Hyōgo (Taka)
Kami (香美町 Kami-chō?) a fost un oraș în Japonia, în districtul Taka al prefecturii Hyōgo.
La 1 noiembrie 2005 orașul Kami a fost comasat cu orașele Naka și Yachiyo (toate din districtul Taka) pentru a forma orașul Taka.